# Ангел Инджов
Ангел Инджов, известен като Комитата, с псевдоним Кишиш Първан е български духовник и революционер, деец на Вътрешна македоно-одринска революционна организация в Тракия.

## Биография
Инджов е роден в 1866 година в пашмаклийското село Карлуково, тогава в Османската империя, днес Славейно, България. Учи в родното си село, където в 1879 година завършва четвърто отделение. Остава от малък сирак. Работи като зидар, след което става предприемач в София. На 9 април 1895 г. е ръкоположен за свещеник в Цариград от митрополит Максим Пловдивски и на 20 юли заема овакантената от свещеник Емануил Беев енория в родното му село. След една година става свещеник в Долно Дерекьой. Под негово ръководство е построен параклисът на Рожен „Свети Пантелеймон“. В 1898 година е инициатор за провеждането на първия роженски събор, където се срещат родопчани от Свободна България и Османската империя.
В 1899 година влиза във ВМОРО. Оглавява революционния комитет в Долно Дерекьой и организира канал за вътрешността. През юни 1901 година е ръкоположен за свещеник в Даръдере. През май 1901 година оглавява революционния комитет в града след напускането на предишния ръководител, учителя Анастас Чешмеджиев. Христо Караманджуков пише:
| „ | Поп Ангел бе по-смел [от Чешмеджиев], по-ловък, по-опитен, а и населението и организационните люде като към свещеник питаеха първоначално по-голямо доверие. | “ |

В началото на юни 1902 година е арестуван при Даръдеренската афера, осъден от военен съд в Одрин на 15 години затвор и заедно с Александър Филипов е изпратен на заточение в Паяс кале, Мала Азия. През септември 1904 година двамата са амнистирани и Инджов се завръща в Карлуково. Забранено му е да служи две години и от юли 1906 година отново е свещеник в Карлуково, където възстановява изгорялата църква. В 1914 година става свещеник в Петково, където служи 2 години и 8 месеца. След това се връща в Карлуково, където заедно със свещеник Емануил служи до 1926 година. През това време завежда и енорията в село Манастир. В 1930 година за усърдна служба е отличен с офикия протойерей. Пенсионира се на 3 юли 1936 година.
След смъртта си в 1939 година оставя богата библиотека.